# Ширлі Гомес
Ширлі Гомес Рейес (нар. 7 вересня 1978, Барранкілья) — колумбійська модель, актриса та ведуча.

## Біографія
Ширлі Гомес Рейес — соціальний комунікатор, випускниця Автономного університету Карибського басейну. У 2003 році вона стала переможницею одного з найпопулярніших реаліті-шоу в Колумбії — *Protagonistas de Novela (Колумбія)*. Після цього розпочала свою акторську кар'єру, яка розвивалася з перемінним успіхом. Вона була номінована на премію *TVyNovelas* у категорії «Найкраща нова актриса».
Ширлі Гомес Рейес була ученицею школи Centro Social Don Bosco у Барранкільї, і її краса виділялася серед багатьох прекрасних однокласниць цього закладу.
Після програми вона брала участь у колумбійському випуску Bailando por un Sueño Internacional і була вболівальницею колумбійської футбольної команди Atlético Junior. Жінка з Барранкільї брала участь у кількох конкурсах краси, таких як Miss Tanga Cristal, Miss Juventud, Miss Belleza Juvenil, Reinado Nacional del Arroz, Señorita Atlántico та Miss Mundo Colombia. В останньому вона виграла нагороду за найкрасивішу усмішку та посіла третє місце в нагороді за найкращу модель та представляла Сан-Андрес.
Вона вийшла заміж за Хайвера Санчеса у 2006 році, від якого у неї було 2 дітей (Крістіан і Аарон), і з яким вона розлучилася через кілька років.
У 2015 році вона повернулася на екрани з персонажем Марії Паули у фільмі «Діомед, ель Касік де Ла Хунта».

## Фільмографія

### Телебачення
- Ніхто не забирає мій танець (2018) — Саломе
- Закон серця (2017) — * Коли ти живеш зі мною (2016) — Андреа
- Між вельветами (2016)
- Emergency Room 2 (2016)
- Діомед, касік Ла Хунти (2015) — Марія Паула
- Дочка Маріачі (2006) — Даніела
- Лючанські ночі (2004) — Зарай

## Програми
- Навколо світу за 80 сміхів (2022) — Учасниця[4]
- La kalle (радіо та телестанція)
- Капсули (2013) — Ведуча
- Латинські ангели, Show Business TV Studios (2011) — * Танці заради мрії (2006) — Ведуча
- Beauty Today, Cosmopolitan (2004) — Ведуча
- Герої роману (2003) — Учасниця

| рік      | Категорія                                      | Мильна опера               | Результат |  |
| -------- | ---------------------------------------------- | -------------------------- | --------- |  |
| 2016 рік | Найкраща актриса другого плану в мильній опері | Діомед, начальник Ла Хунти |           |  |

| Año  | Categoría                     | Telenovela            | Resultado |  |
| ---- | ----------------------------- | --------------------- | --------- |  |
| 2005 | Mejor actriz/actor revelación | Las noches de Luciana |           |  |